# Beroboka
Beroboka è una città e comune del Madagascar situata nel distretto di Belo sur Tsiribihina, regione di Menabe. 
La popolazione del comune rilevata nel censimento 2001 era pari a 2 325 unità.